# Moerasgrasmot
De moerasgrasmot (Agriphila inquinatella) is een vlinder uit de familie grasmotten (Crambidae). De spanwijdte van de vlinder bedraagt tussen de 23 en 29 millimeter. De vlinder komt voor in Europa, het gebied rond de Kaukasus, Jordanië en Turkestan. De soort overwintert als rups.

## Waardplanten
De moerasgrasmot heeft soorten uit de grassenfamilie als waardplant.

## Voorkomen in Nederland en België
De moerasgrasmot is in Nederland en in België een algemene soort. De soort kent één generatie die vliegt van eind juni tot in september.